# 金屋郵便局
金屋郵便局（かなやゆうびんきょく）は、和歌山県有田郡有田川町にある郵便局。民営化前の分類では集配特定郵便局であった。

## 概要
住所：〒643-0152 和歌山県有田郡有田川町金屋24-1
かつては、旧金屋町一部地域を管轄とする集配郵便局であり、町内の集配業務を担当していたが、民営化に先立っての集配郵便局の再編の際に、当該業務を廃止し湯浅郵便局へ移管した。

## 沿革
- 1988年（昭和63年）3月28日 - 五西月郵便局から集配業務を移管。
- 2006年（平成18年）9月25日 - 集配業務を湯浅郵便局へ移管。同時にゆうゆう窓口（郵便時間外窓口）も廃止。
- 2007年（平成19年）10月1日 - 民営化。
- 2012年（平成24年）10月1日 - 日本郵便株式会社発足。

## 取扱内容
- 郵便、印紙、ゆうパック
- 貯金、為替、振替、振込、国際送金、国債
- 生命保険、バイク自賠責保険
- ゆうちょ銀行ATM

## 風景印
- 図案はみかんと有田川。局名表記は「和歌山　金屋」
- 使用開始日は1995年9月4日

## アクセス
- 駐車場あり：6台